# Pjatigorsk
Pjatigorsk (russisch Пятиго́рск) ist eine Stadt in Russland mit 142.511 Einwohnern (Stand 14. Oktober 2010) in der Region Stawropol und Verwaltungszentrum des Föderationskreises Nordkaukasus. Sie liegt etwa 600 Meter über dem Meeresspiegel an den Süd- und Südwesthängen des Berges Maschuk am Ufer des Flusses Podkumok.

## Geschichte

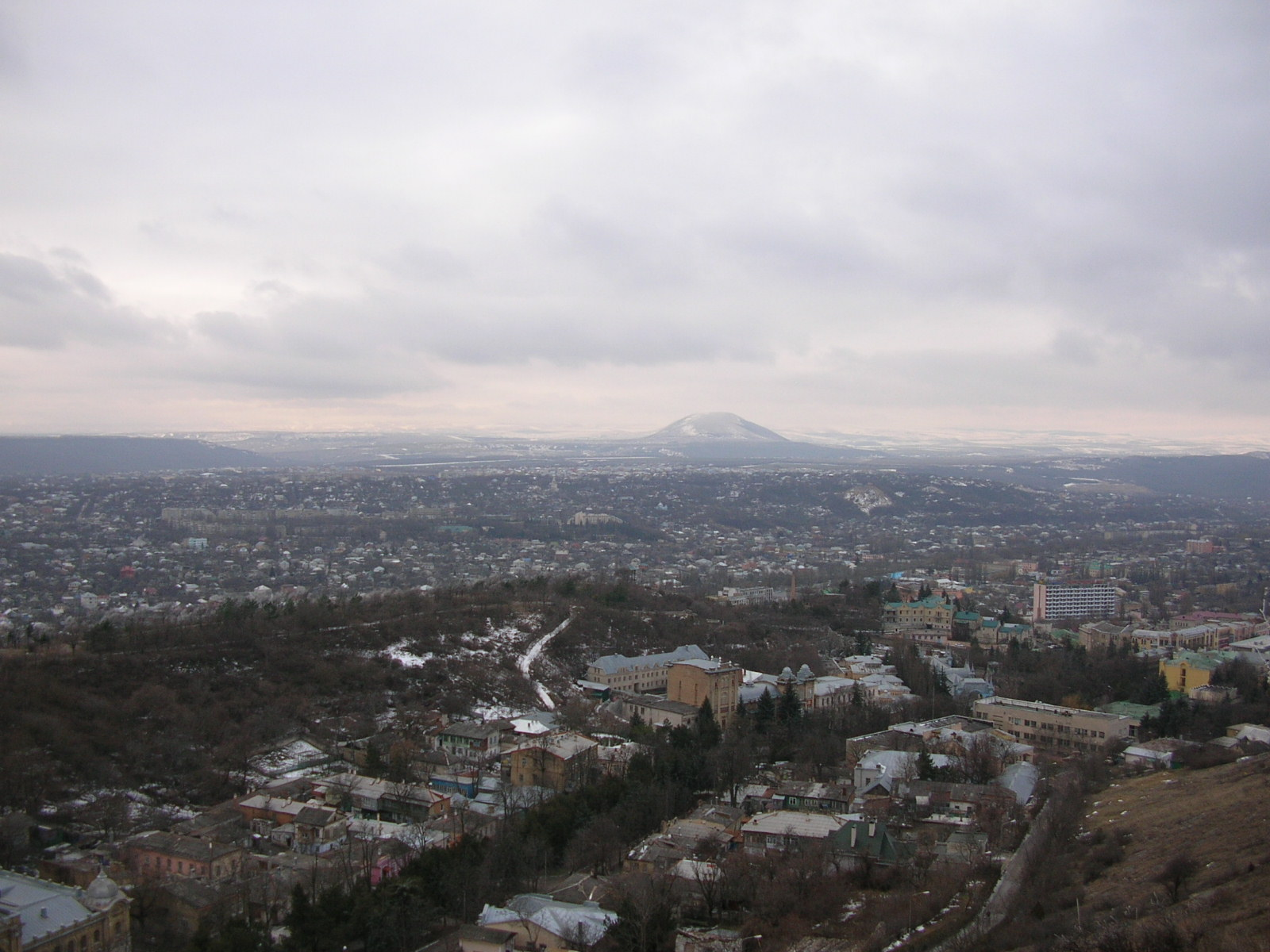
Blick auf die Stadt von der Maschuk-Spitze

Die heißen Quellen dieser Gegend waren bereits vor Jahrhunderten bekannt. 1780 wurde in der Nähe des heutigen Pjatigorsk die kleine Festung Konstantinogorsk angelegt, neben der sich allmählich eine Ortschaft bildete, die den Namen Gorjatschewodsk (wörtlich „Ort der heißen Wässer“) erhielt. 1803 wurden die Thermalquellen durch einen besonderen Erlass zur Kurgegend erklärt, und es begann der Bau von Kurorten, die bei der russischen Aristokratie beliebt wurden. 1830 wurde Gorjatschewodsk in Pjatigorsk (wörtlich „Stadt der fünf Berge“) umbenannt, und zwar nach dem fünfgipfeligen Berg Beschtau, dessen Name in der (westtürkischen) karatschai-balkarischen Sprache Fünf Berge bedeutet.
Heute hat Pjatigorsk große Verwaltungs- und Wohnbauten, Hotels und Kureinrichtungen, es gibt dort ein Forschungsinstitut für Balneologie, wo die Kurmittel studiert und die wirksamsten Methoden ihrer Nutzung erarbeitet werden. Zusammen mit Jessentuki, Kislowodsk und Schelesnowodsk gehört Pjatigorsk zu den vier nordkaukasischen Mineralwasser-Kurorten (auch als Kawminwody („Kaukasische Mineralwässer“) bekannt; nicht dazu gehört jedoch – trotz des Namens – Mineralnyje Wody, wo es gar keine Mineralwasserquellen gibt). Die Umgebung und viele Sehenswürdigkeiten der Stadt erinnern an den Dichter Michail Lermontow, der Pjatigorsk mehrmals besuchte und dort am 27. Juli 1841 in einem Duell ums Leben kam. Die Gedenkstätte, die sich teilweise in dem Haus befindet, wo der Dichter die letzten Monate seines Lebens verbrachte, vermittelt einen Einblick in das Leben und Schaffen Lermontows, der in Russland zu den beliebtesten Dichtern gehört.

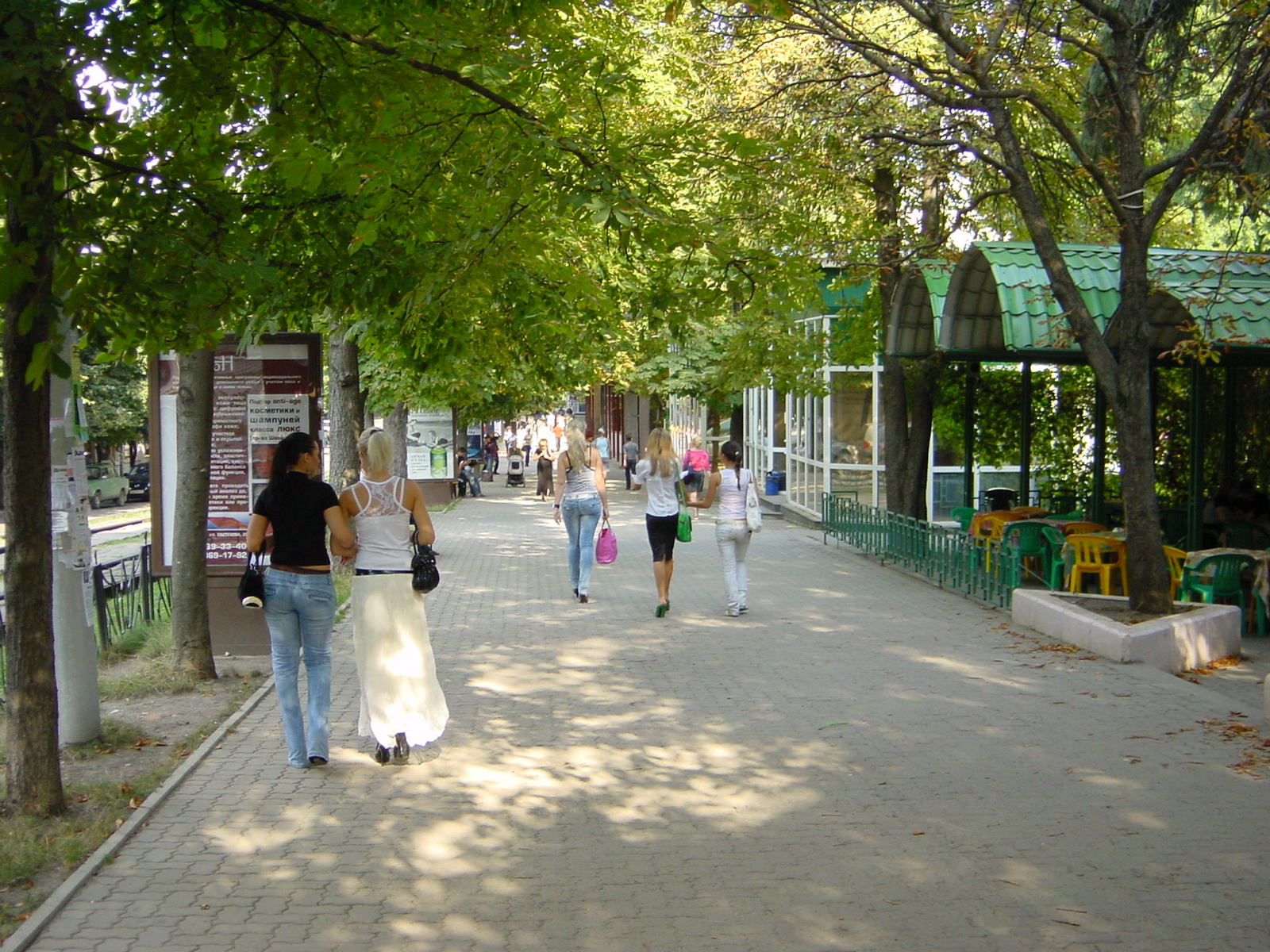
Flaniermeile Kirow-Prospekt
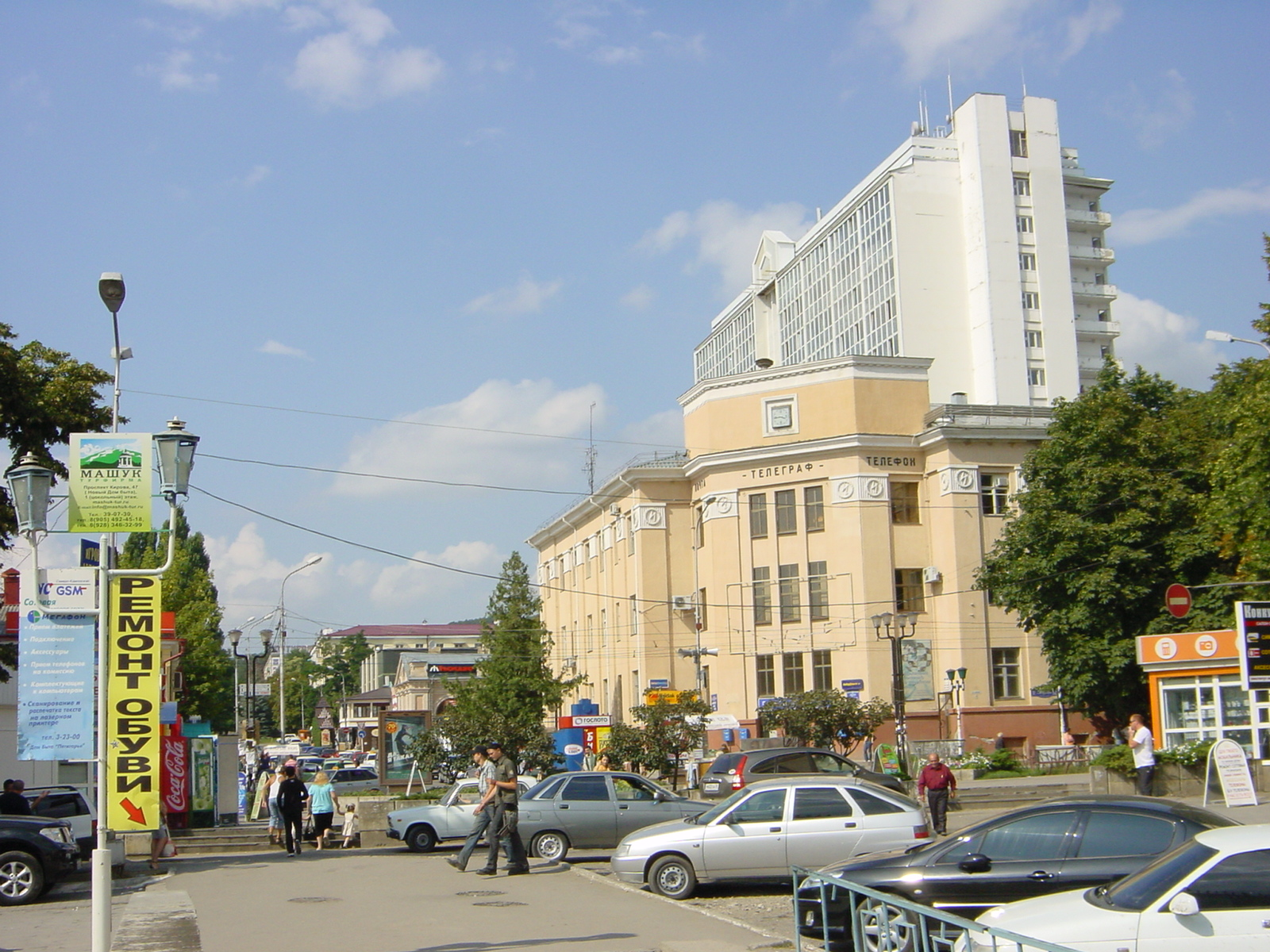
Die Post am Kirow-Prospekt
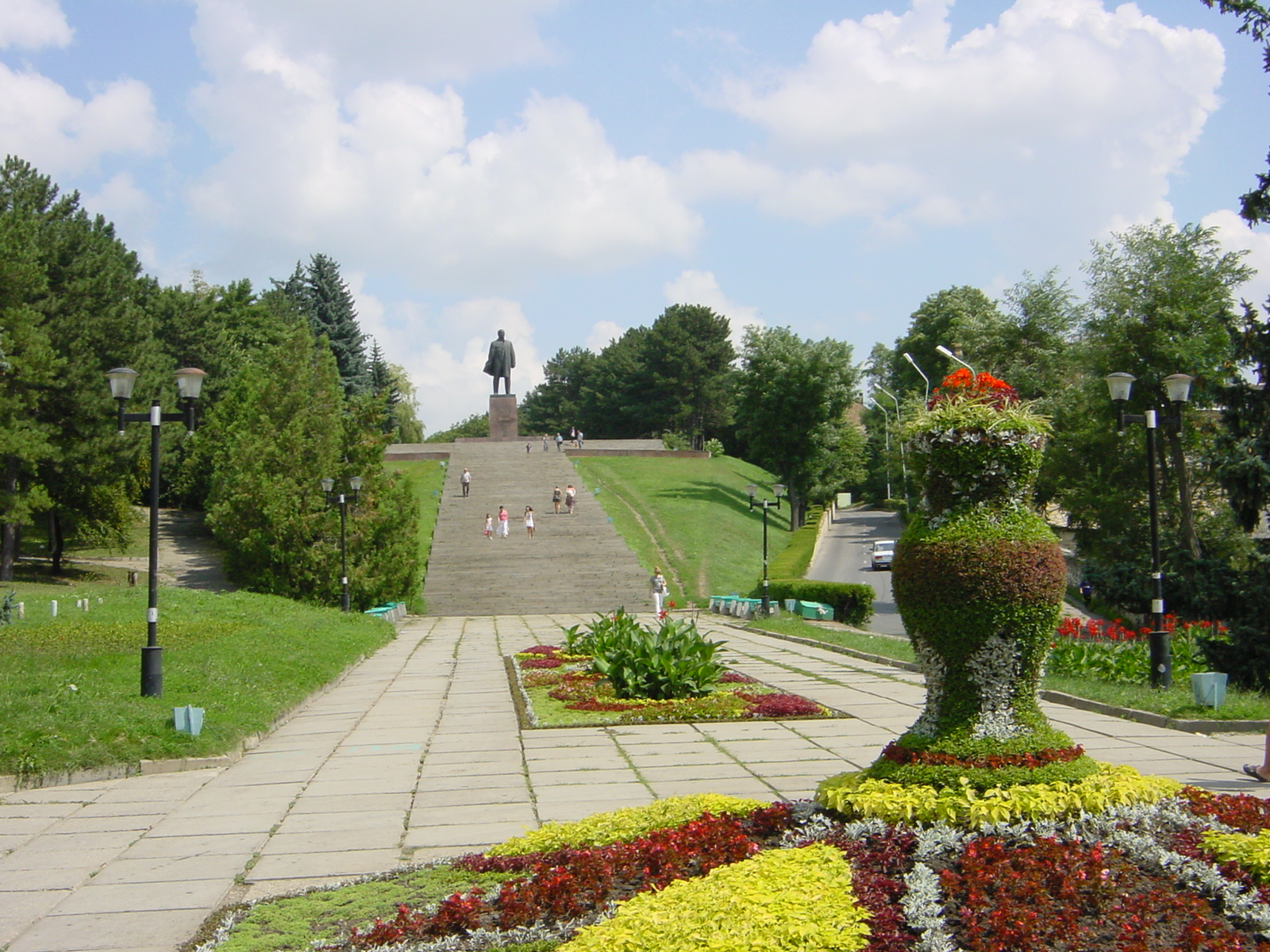
Leninstatue
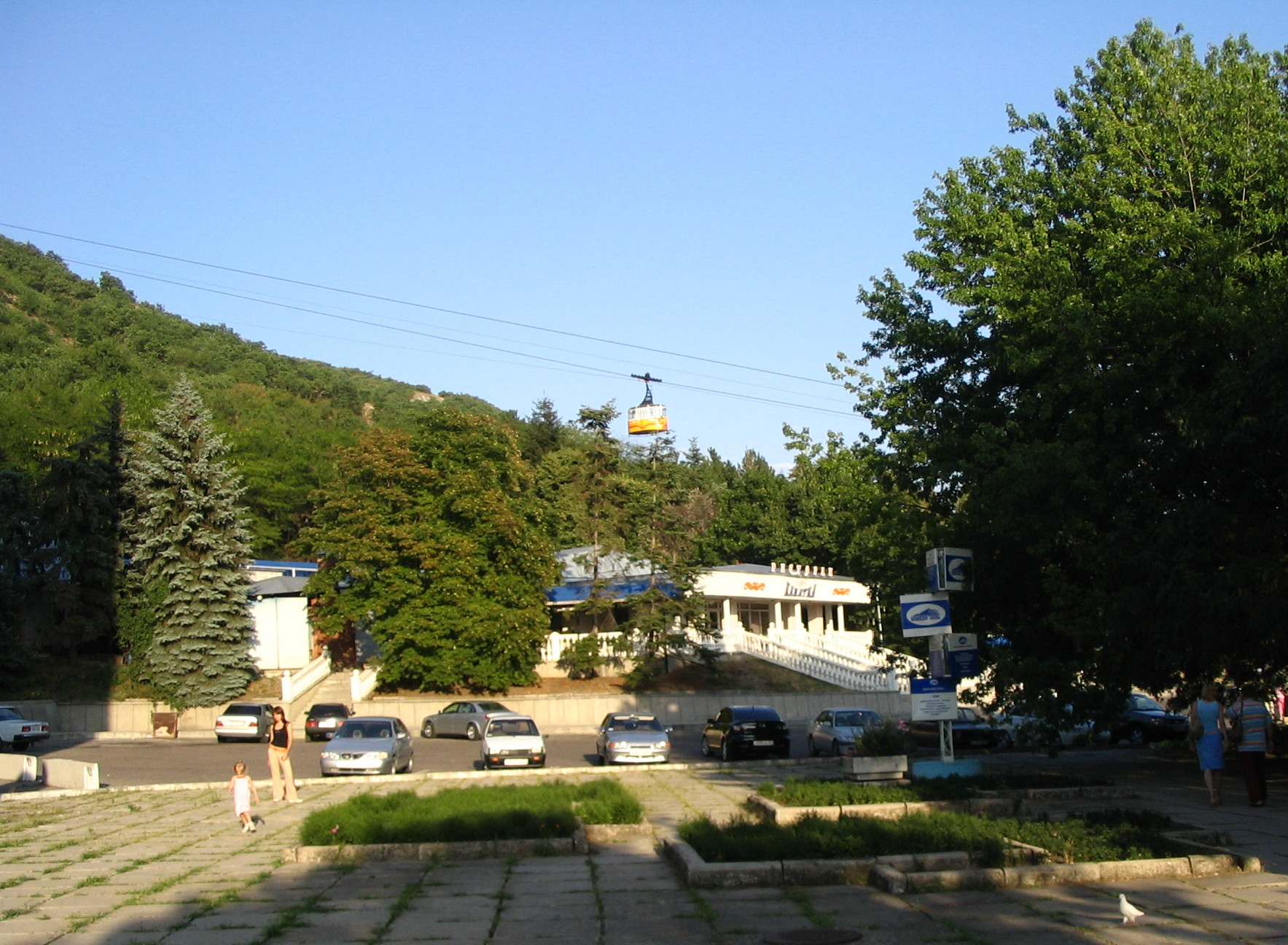
Pendelbahn auf den Maschuk
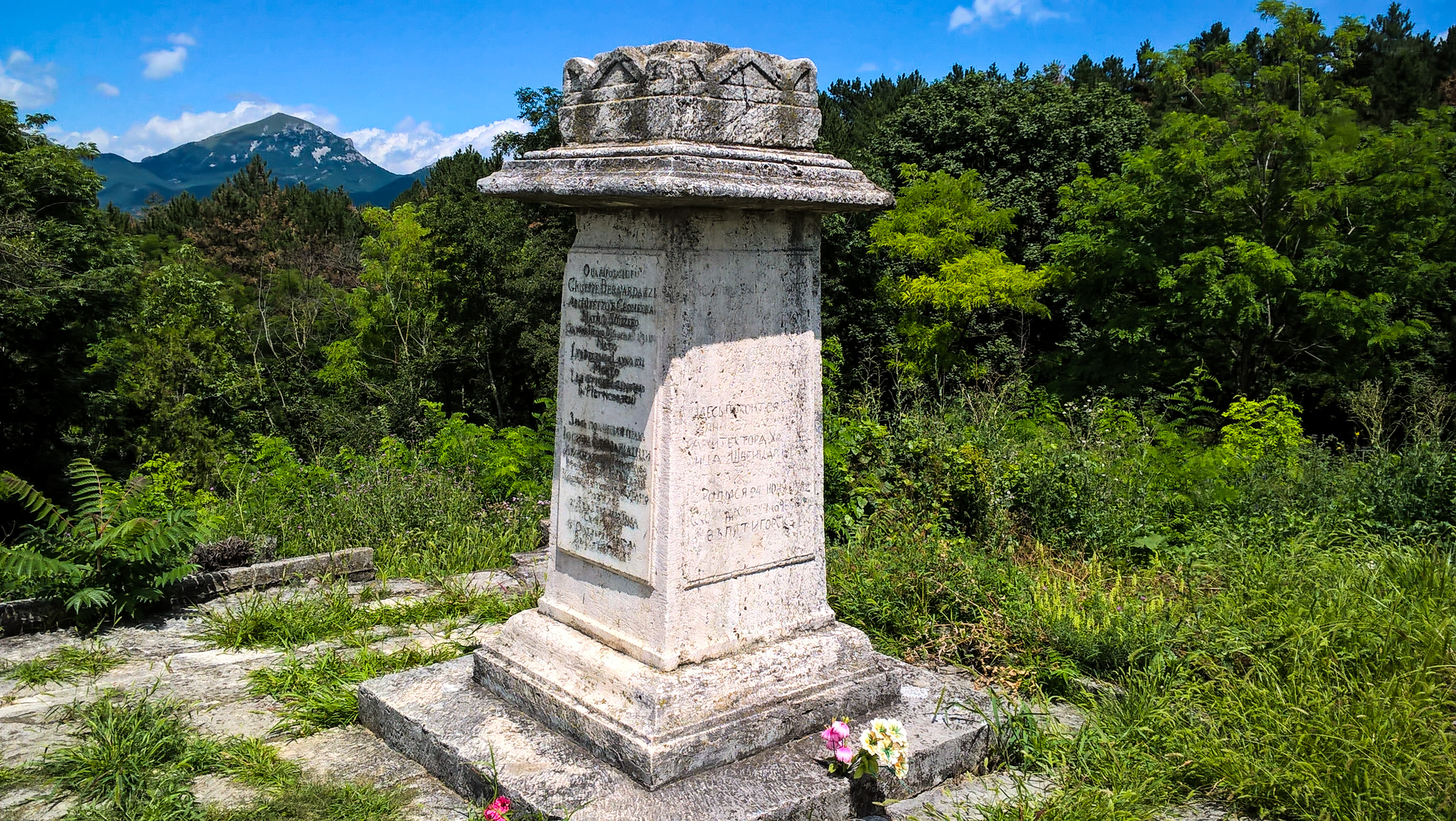
Grab der Gebrüder Bernardazzi
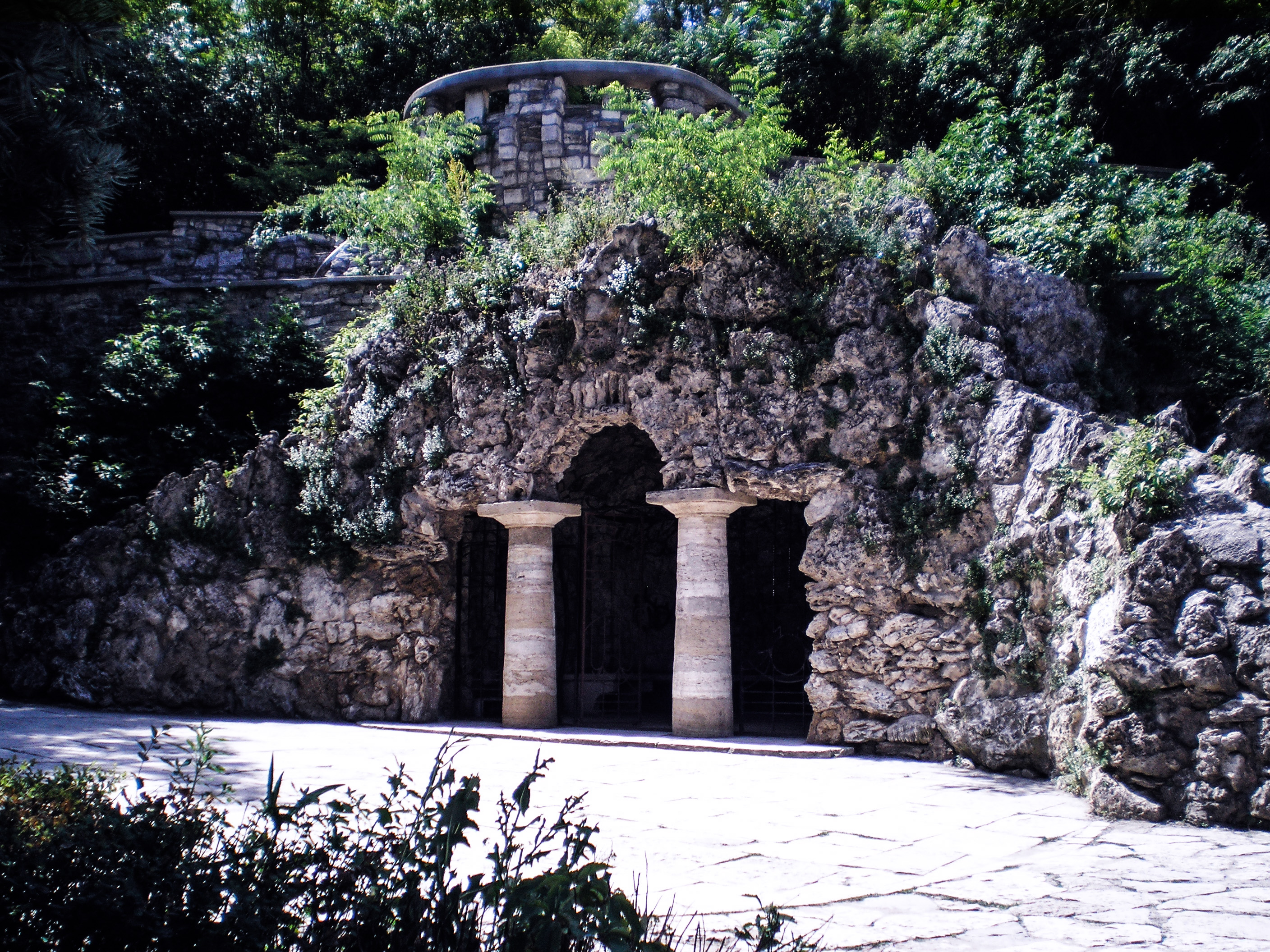
Diana Grotte
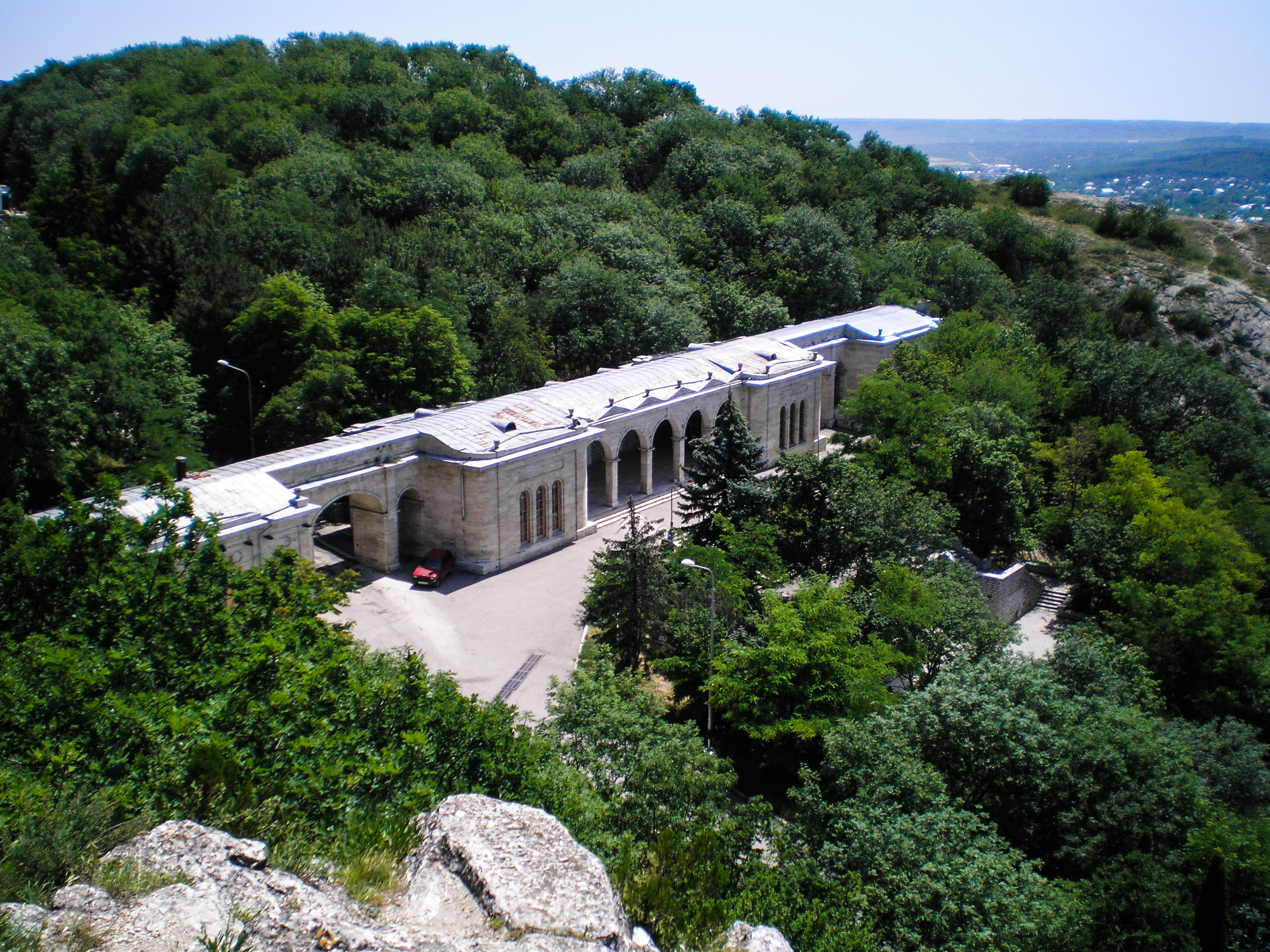
Akademische Galerie
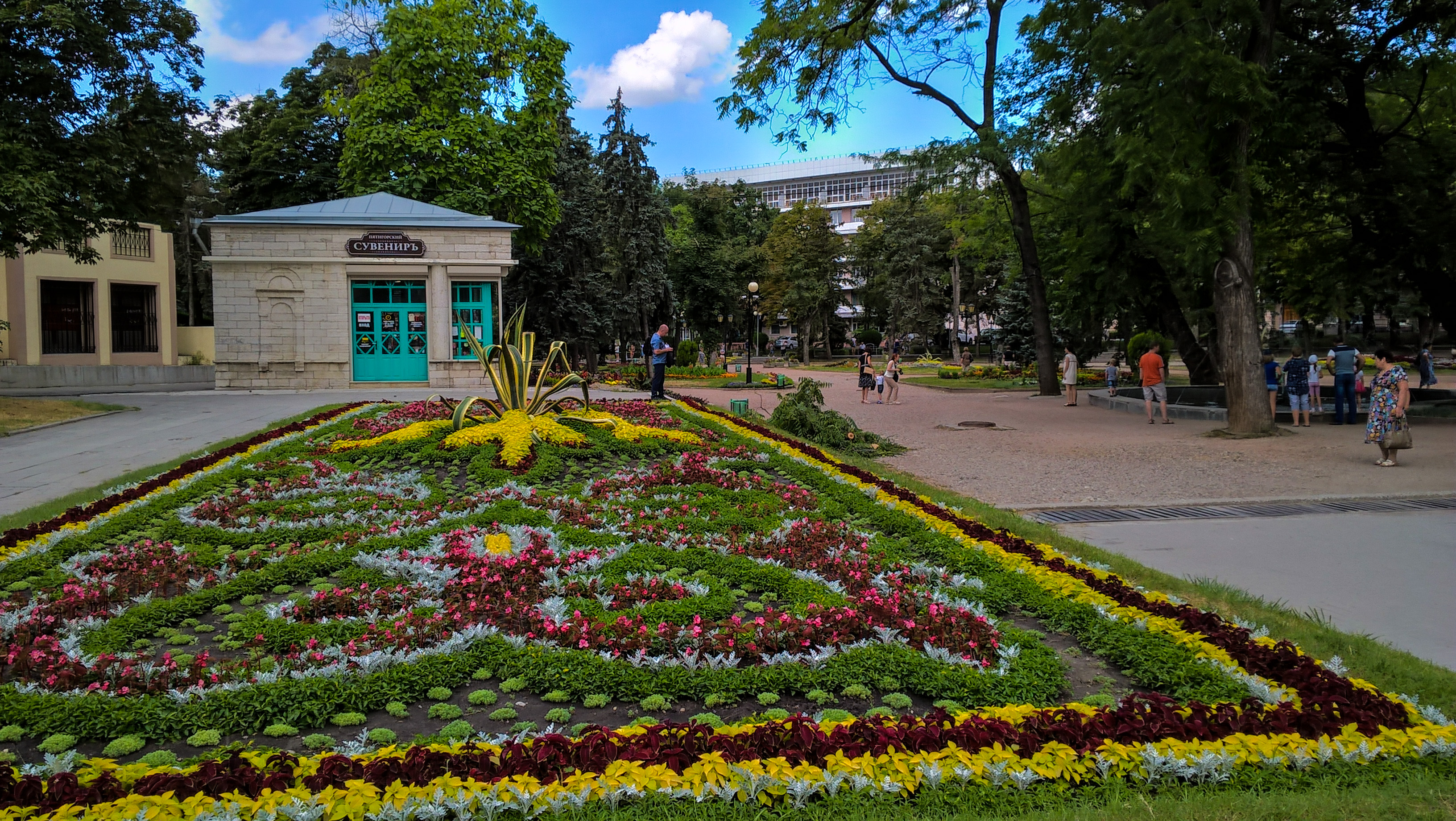
Park „Zwetnik“
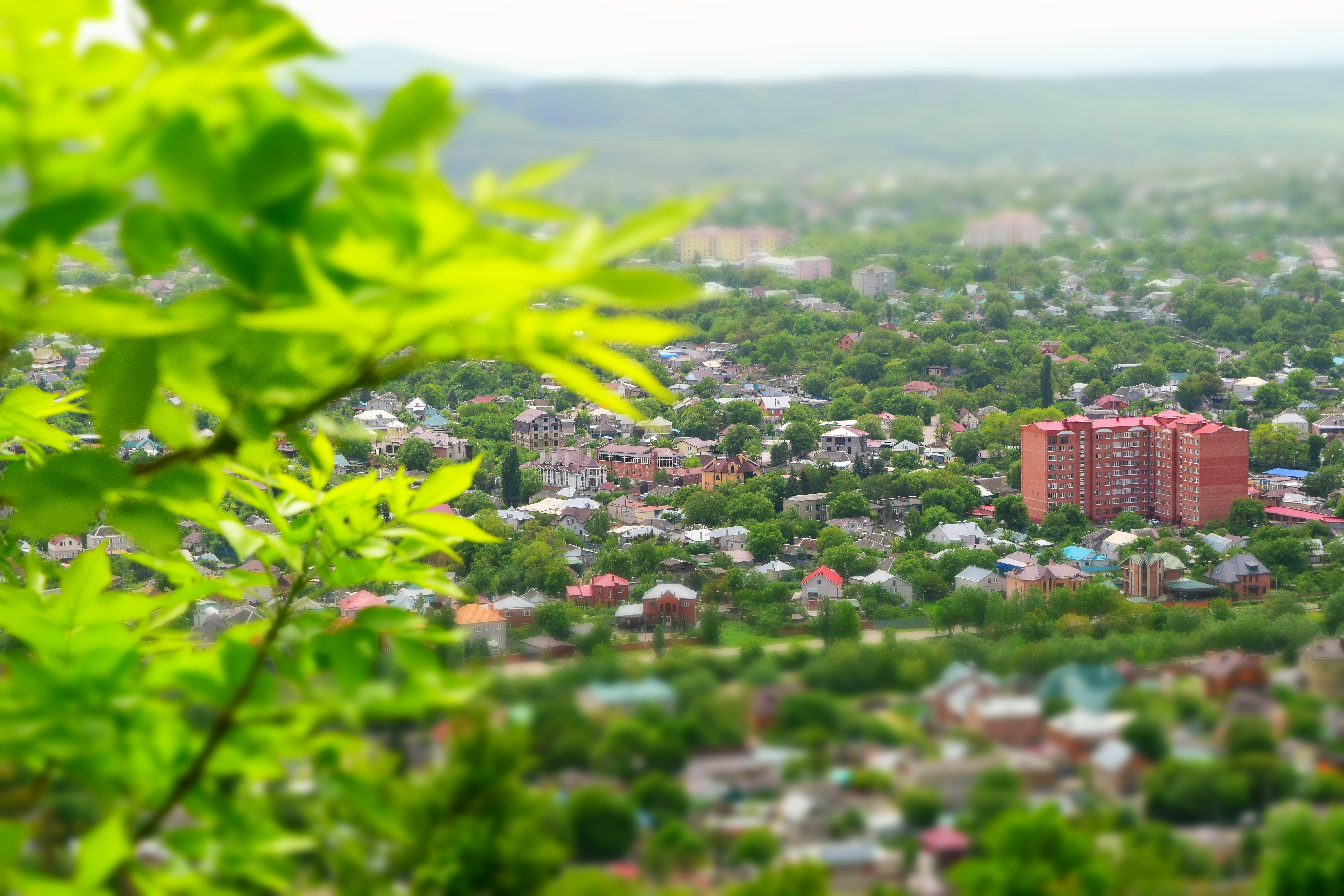
Pjatigorsk – Aussicht vom Berg Maschuk
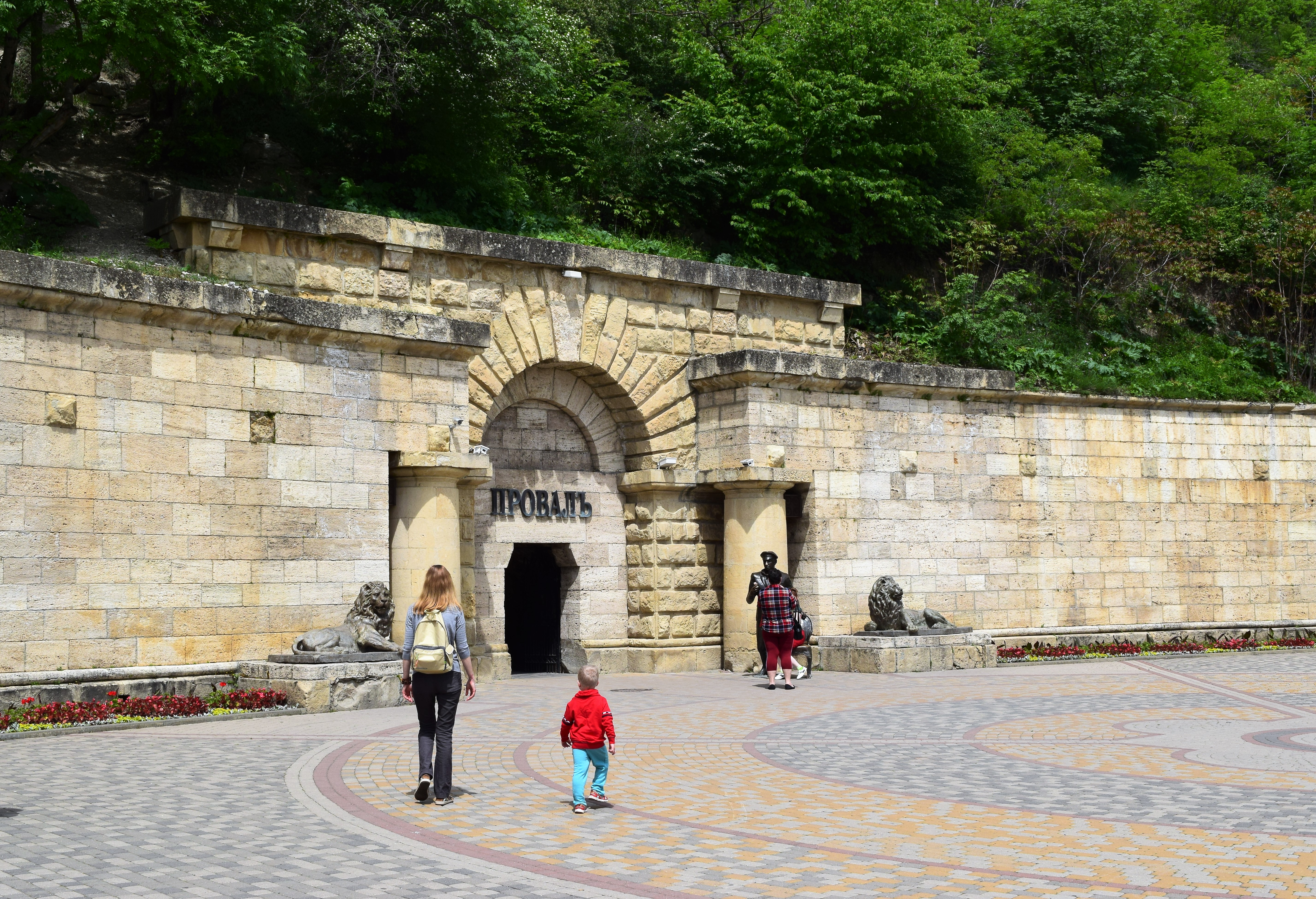
Tunnel zum Prowal-See
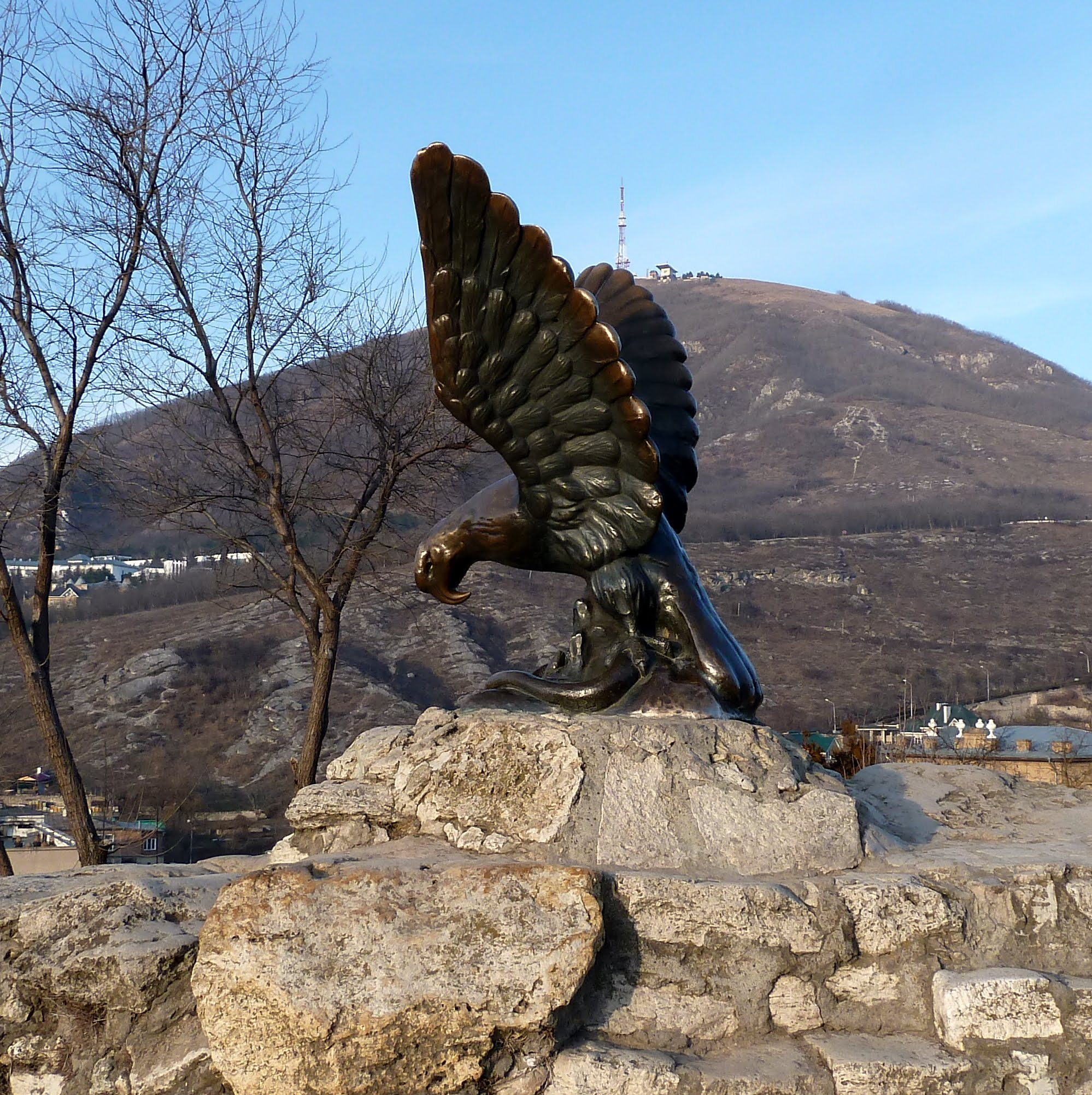
Adler mit Schlange (Allegorie auf den Sieg der Gesundheit, L. K. Szodki, 1901), Pjatigorsk

Während des Zweiten Weltkriegs war Pjatigorsk zeitweise von der Wehrmacht besetzt. Das Einsatzkommando 12 der Einsatzgruppe D hatte 1942 in der Stadt seinen Sitz. Zahlreiche jüdische Einwohner der Stadt wurden ermordet. Am 11. Januar 1943 wurde die Stadt von der Roten Armee befreit.
Am 17. Februar 1963 wurde das Kino „Kosmos“ eröffnet. Es war das erste Großleinwand-Kino im Nordkaukasus.
Im Jahr 1978 wurde das heutige Bahnhofsgebäude erbaut.
Nach dem Zerfall der Sowjetunion wurde im Jahr 1994 in Pjatigorsk und anderen Städten der Region eine Sonderwirtschaftszone errichtet.
Am 28. April 1997 ereignete sich in Pjatigorsk ein Terroranschlag, bei dem in der Wartehalle des Bahnhofs eine Bombe gezündet wurde. Dabei kamen zwei Menschen ums Leben, 17 wurden verletzt. Zu dem Anschlag bekannten sich tschetschenische Separatisten.
Am 19. Januar 2010 wurde Pjatigorsk in den neu gegründeten Föderationskreis Nordkaukasus eingegliedert.
Pjatigorsk war die erste russische Stadt, in der im September 2013 das von Peter Gabriel ins Leben gerufene WOMAD-Festival stattfand.

### Bevölkerungsentwicklung
| Jahr | Einwohner |
| ---- | --------- |
| 1897 | 18.440    |
| 1939 | 63.162    |
| 1959 | 69.617    |
| 1970 | 93.085    |
| 1979 | 109.901   |
| 1989 | 129.499   |
| 2002 | 140.559   |
| 2010 | 142.511   |
| 2017 | 145.836   |

Anmerkung: Volkszählungsdaten

### Ethnische Zusammensetzung
Die Mehrheitsbevölkerung in Pjatigorsk stellt die Ethnie der Russen. Es gibt allerdings eine traditionell große armenische Minderheit.
Nach der Volkszählung von 2010 leben folgende Ethnien in Pjatigorsk:
- Russen 72,0 %
- Armenier 13,4 %
- Aserbaidschaner 3,1 %
- Ukrainer 1,8 %
- Kabardiner 1,2 %
- Sonstige 8,6 %

## Verkehr
Über die Fernstraße R217 Kawkas ist die Stadt an das russische Fernstraßennetz angebunden.
Die Spurweite der pjatigorsker Straßenbahn ist wie die Spurweite der Straßenbahn in Kaliningrad (deutsch Königsberg) eine der seltenen Meterspuren in Russland.

## Söhne und Töchter der Stadt
- Alexander Bernardazzi (1831–1907), Architekt
- Michail Schdanko (1855–1921), Hydrograph
- Wjatscheslaw Bulytschow (1872–1959), Chorleiter und Komponist
- Michail Bobrussow (1878–1955), Architekt
- Joseph Trumpeldor (1880–1920), Zionist
- Nikolai Sarudin (1899–1937), Dichter und Schriftsteller
- Antonina Prichotko (1906–1995), Physikerin
- Irina Kalinina (1936–1991), Filmregisseurin und Filmproduzentin
- Pavel Singer (* 1962), Pianist und Komponist
- Alexandra Leonowa (* 1964), Basketballspielerin
- Anna Omarowa (* 1981), Kugelstoßerin
- Wiktorija Ussatschenko (* 1982), Boxerin
- Marina Orlowa (* 1986), Schauspielerin, Sängerin und Dichterin
- Dawid Awanessjan (* 1988), Boxer
- Anastassija Ukolowa (* 1994), Schauspielerin
- Elina Araratowna Awanessjan (* 2002), Tennisspielerin

## Städtepartnerschaften
Pjatigorsk listet folgende Partnerstädte auf:
- Hévíz, Ungarn, seit 2012[6]
- Schwerte, Deutschland, seit 1992
- Dubuque, Vereinigte Staaten, seit 1989

## Wissenswertes
- Der am 18. April 1972 entdeckte Asteroid des äußeren Hauptgürtels (2192) Pyatigoriya wurde nach der Stadt benannt.